# Святая Воля
Святая Воля (бел. Свята́я Во́ля) — агрогородок в Ивацевичском районе Брестской области Беларуси. Административный центр Святовольского сельсовета.

## География
Святая Воля находится в 30 км к юго-востоку от города Ивацевичи, в 169 км от Бреста, в 10 км к северо-западу от посёлка Телеханы. В 33 км от железнодорожной станции Ивацевичи. С запада от села находится деревня Великая Гать, с востока — деревня Долгая. Через деревню проходит автодорога Р6 на участке Ивацевичи — Телеханы. Ещё одна дорога ведёт из Святой Воли в деревню Омельная.

### Гидрография
Расположена на северной окраине обширной заболоченной и частично мелиорированной местности, известной как Споровские болота. Местность принадлежит бассейну Днепра, рядом с деревней начинается Ошанский канал со стоком в реку Ясельду.

## История
Известно с XVII века как деревня в Пинском повете. 23 ноября 1724 года король Август II придал ей права местечка. С 1793 года Святая Воля в Пинском повете Минской губернии Российской империи. В 1886 году была центром волости. В 1920-1939 годах центр гмины в Косовском уезде Полесского воеводства Польши, с 1939 года — в составе БССР. С 1944 года Святая Воля стала центром сельсовета в Телеханском районе Пинской области. С 1954 года в Брестской области: в 1959-1962 годах в Ивацевичском районе, в 1962-1965 — в Березовском районе, с 1965 года — в Ивацевичском районе.
4 сентября 1972 года к деревне Святая Воля присоединена деревня Малая Гать.
В 2008 году деревня Святая Воля преобразована в агрогородок.

## Население

### Численность
- 2019 год — 31 жителей

### Динамика
- 1886 год — 448 жителей, 44 дворов
- 1999 год — 132 жителей (перепись населения)
- 2001 год — 567 жителей, 270 дворов
- 2009 год — 66 жителей (перепись населения)
- 2019 год — 31 жителей (перепись населения)

## Достопримечательности
- Церковный комплекс. Состоит из Крестовоздвиженской церкви (1991—1994 гг.)[6], отдельно стоящей каменной колокольни того же времени и часовни на месте старой церкви 1922 года постройки (не сохранилась).
- Курганный могильник период раннего средневековья (XI—XIII вв.). Расположен с правового бока от дороги автомобильной дороги Р-6 «Ивацевичи – Пинск – Столин» на д. Долгое, в 1 км от агрогородка Святая Воля —  Историко-культурная ценность Республики Беларусь, шифр 113В000315.

Церковный комплекс и курганный могильник включены в Государственный список историко-культурных ценностей Республики Беларусь
- Деревянное здание бывшего костёла 1934 года постройки[8].
- Могила жертв фашизма.
- Кладбище немецких солдат Первой мировой войны.
- Памятник землякам, погибшим в Великую Отечественную войну. В 1967 году установлен обелиск[9].

## Галерея

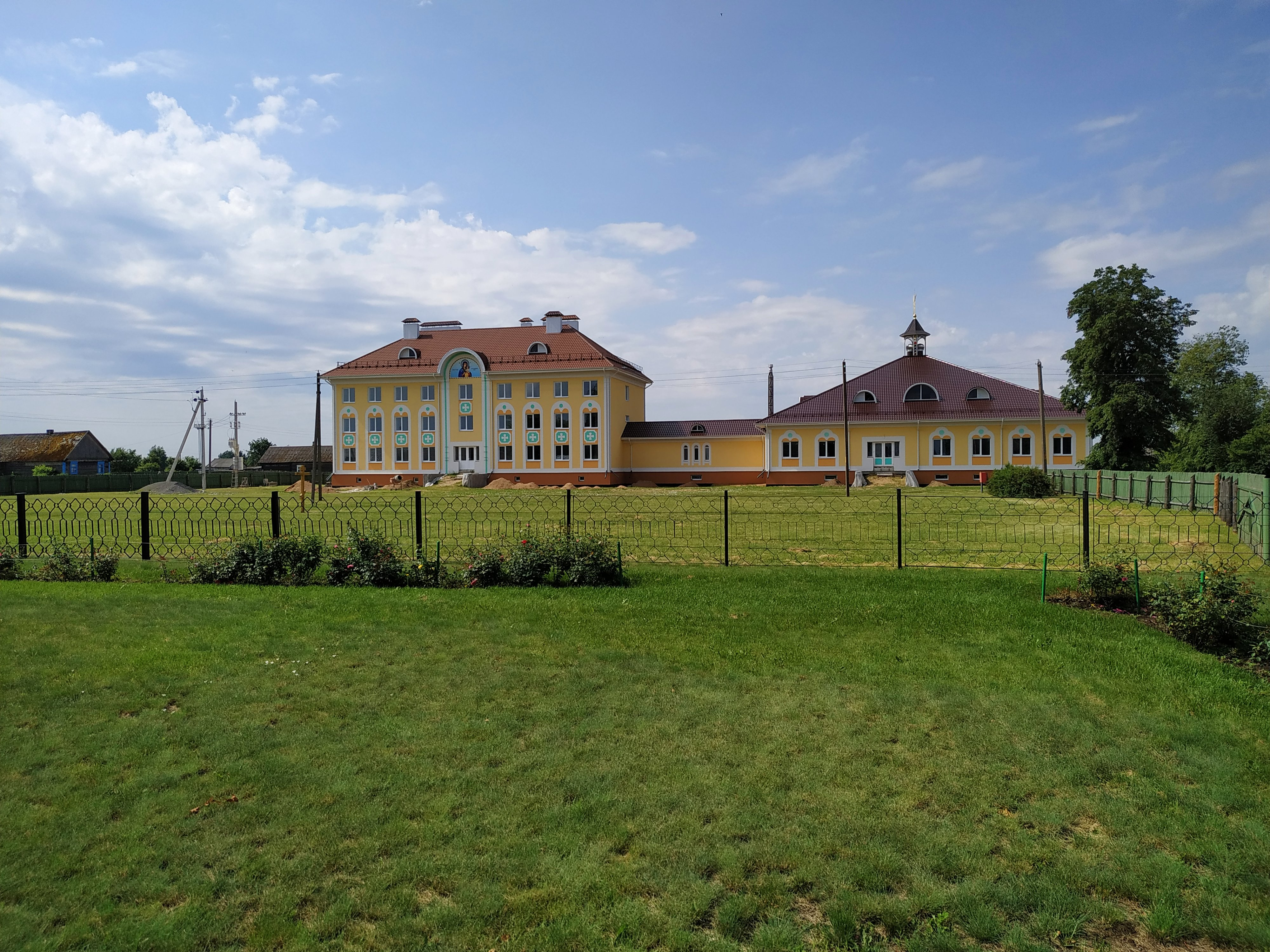
Панорама
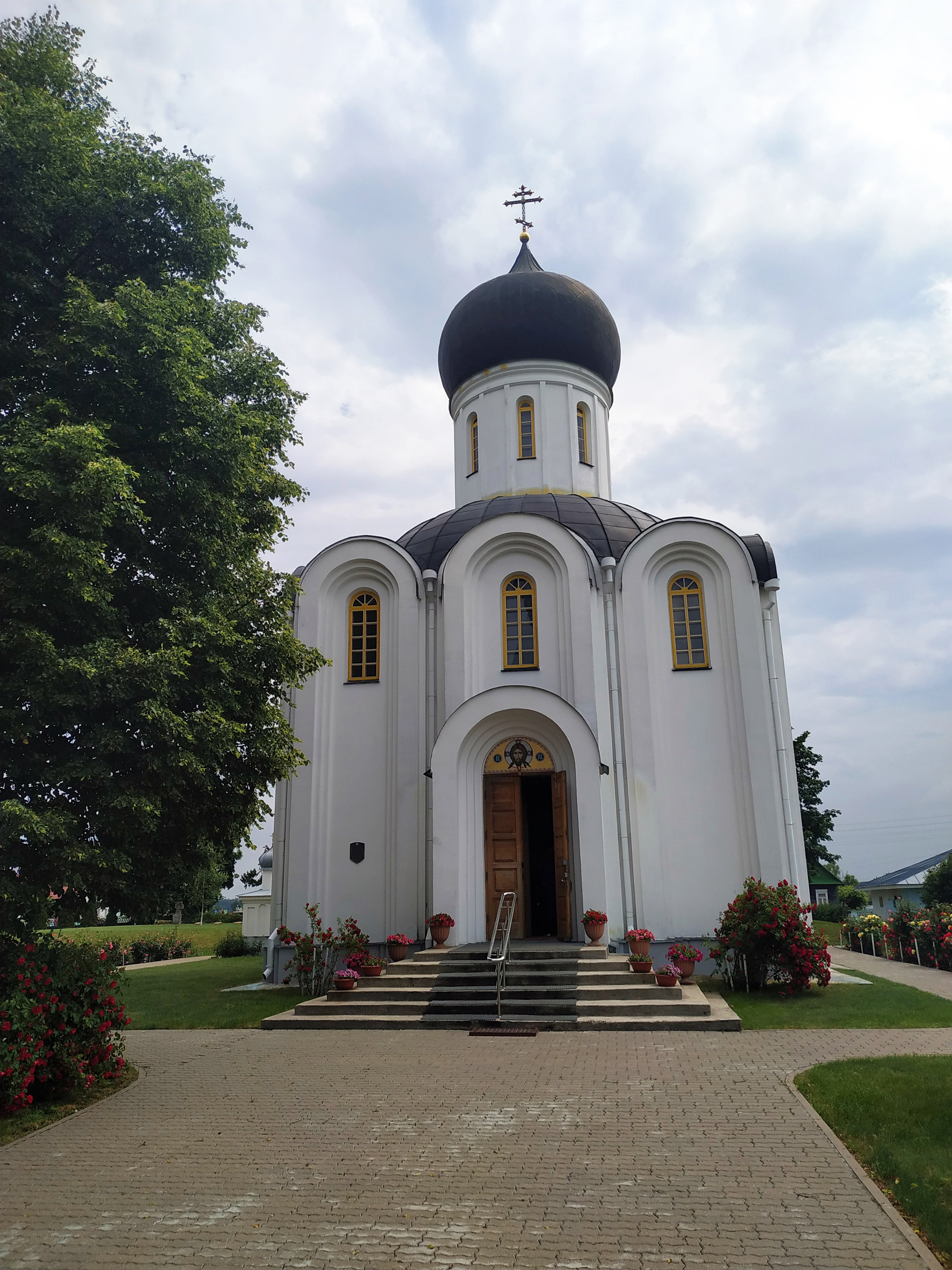
Крестовоздвиженская церковь
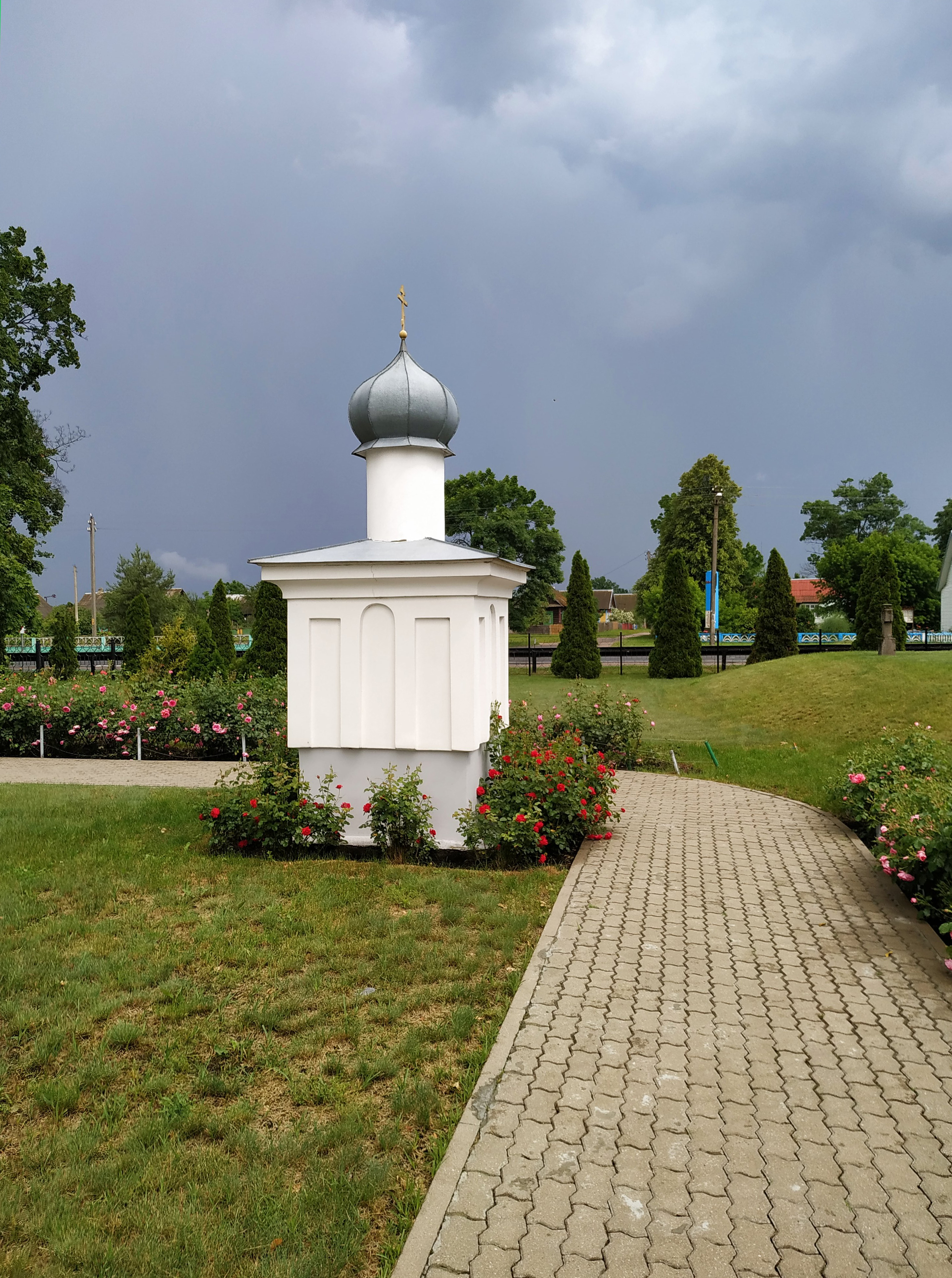
Памятник на месте бывшей церкви
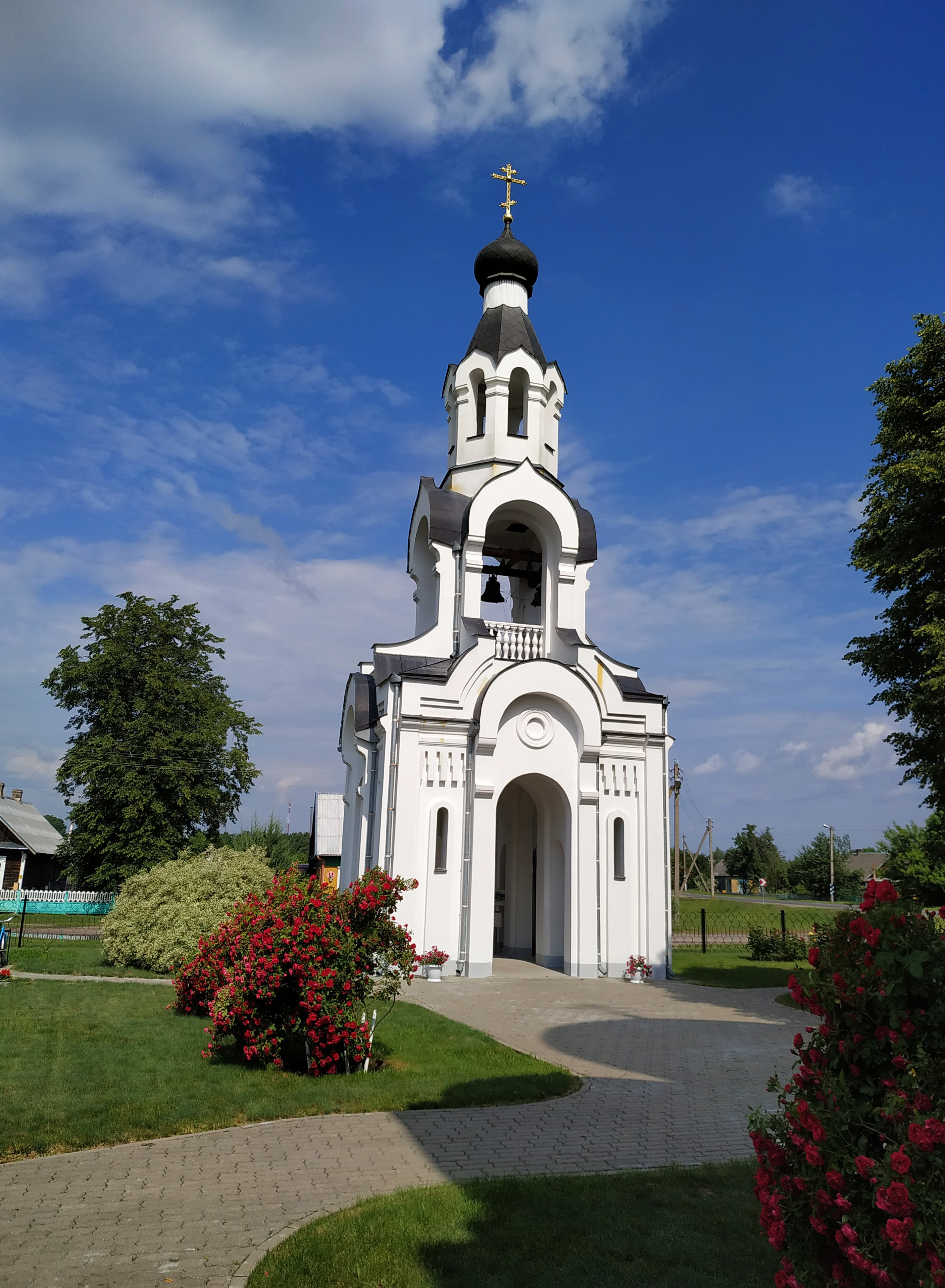
Звонница
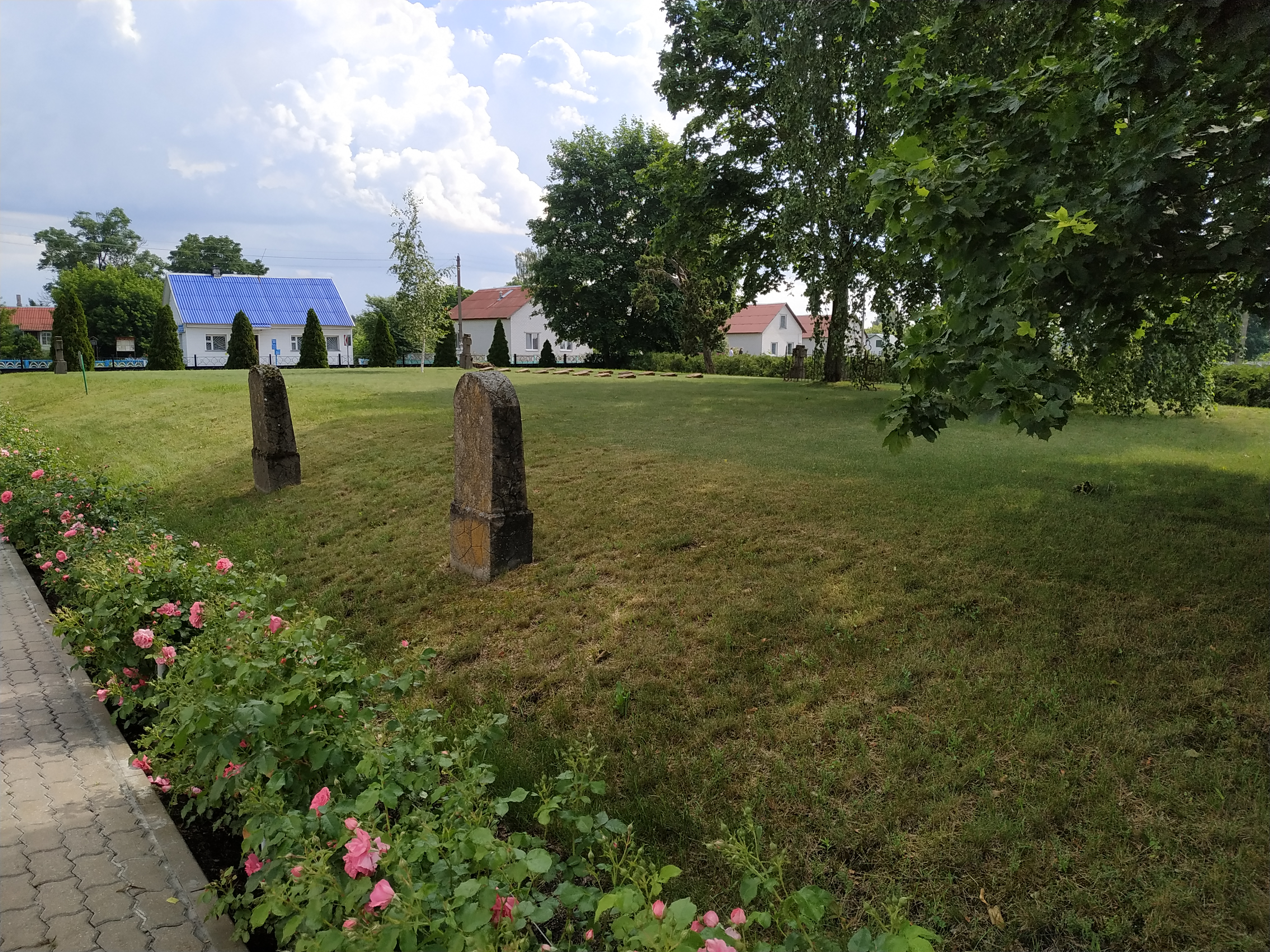
Немецкое кладбище времен Первой мировой войны